# Sport japonais

## Arts martiaux japonais

### Lesbujutsuouarts martiauxjaponais traditionnels
- Battojutsu
- Inuoumono
- Jo-jutsu
- Kenjutsu
- Sojutsu
- Bojutsu
- Jujutsu
- Taijutsu
- Ninjutsu
- le culi
- Ksisirio
- Yabusame

### Les arts martiaux japonais récents
- Judo
- Karatédo
- Aikido, Kinomichi
- Iaido
- Kendo
- Sogobudo
- Taihojutsu

## SportauJapon
- Sport chanbara
- Yakyû (Baseball Japonais)